# Sydney Parham Epes

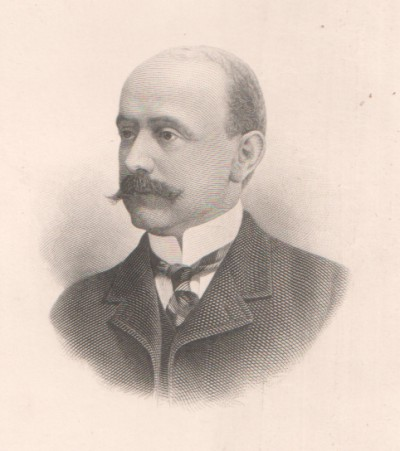
Sidney Epes

Sydney Parham Epes (* 20. August 1865 nahe Nottoway Court House, Nottoway County, Virginia; † 3. März 1900 in Washington, D.C.) war ein US-amerikanischer Politiker (Demokratische Partei). Er war ein Cousin von James F. Epes und William Bacon Oliver, beides Kongressabgeordnete.

## Leben
Sydney Epes zog mit seinen Eltern nach Kentucky, wo sie sich nahe Franklin niederließen. Dort besuchte er die öffentlichen Schulen. Er kehrte 1884 nach Virginia zurück, wo er eine demokratische Zeitung in Blackstone herausgab. Epes war in den Jahren 1891 und 1892 Mitglied im Abgeordnetenhaus von Virginia. Danach war er zwischen 1895 und 1897 als Beamter (Register) im Grundbuchamt von Virginia tätig.
Epes wurde in den 55. US-Kongress gewählt, allerdings wurde seine Wahl erfolgreich von Robert Taylor Thorp angefochten. Er war im US-Repräsentantenhaus vom 4. März 1897 bis zum 23. März 1898 tätig. Danach wurde er in den 56. US-Kongress wiedergewählt, wo er vom 4. März 1899 bis zu seinem Tod in Washington im März 1900 tätig war. Er wurde auf dem Lake View Cemetery in Blackstone beigesetzt.